# Ugnsholmarna
Ugnsholmarna, finska: Uunisaaret, är öar i Finland. De ligger i Finska viken och i kommunen Helsingfors i den ekonomiska regionen  Helsingfors i landskapet Nyland, i den södra delen av landet. Öarna ligger nära Helsingfors.
Arean för den av öarna koordinaterna pekar på är 1,4 hektar och dess största längd är 210 meter i öst-västlig riktning.